# Korssätter
Korssätter är ett säteri i Söderköpings kommun (Västra Husby socken), Östergötlands län. 

## Historik
Korssätter är ett säteri i Västra Husby socken, Hammarkinds härad. Gården donerades år 1648 till översten Salomon von der Osten genannt Sacken, och efter hans död 1667 sägs ha tillhört äldste sonen, majoren Otto Johan von der Osten genannt Sacken (död 1669). År 1684 tillhörde Korssätter 2⁄3 mantal enligt nämnda års jordebok dåvarande översten, sedermera landshövdingen, friherre Gustaf Adolf von der Osten genannt Sacken (död 1716) samt ägdes då för hans och hans hustrus livstid, enligt kungligt brev och förklaring 5 juli 1683. Egendomen hade nämligen kommit under reduktionsanspråk, men enligt kung Karl XI:s tillstånd 20 februari 1683 tilläts friherre von der Osten genannt Sacken att utbyta denna egendom mot Ringeby 1⁄2 mantal, gammalt frälse i Västra Husby socken och Dömmesta 1⁄4 mantal frälse i Styrestads socken. Detta byte kom inte till vederbörligt "slut och riktighet" förr än år 1779, då det stadfästes av kung Gustaf III genom brev 15 april. I 1707 års jordebok upptas egendomen genom felskrivning under namnet Hagesätter. Enligt 1731 års jordebok tillhörde Korssätter friherre Gustaf Adolf von der Osten genannt Sackens änka. År 1745 försåldes egendomen av hennes dotterdotters son, kapten Karl Gustaf Gyllenkreutz till ryttmästaren Johan Adelsvärd (död 1729). Säteriet övergick genom köp samt tillhörde sedermera och på 1750-talet majoren Jöran Gripenwald (död 1760). Därefter ägdes Korssätter såsom avlingen av kaptenen Alexander De Geer, som var gift med ryttmästaren Adelsvärds änka Altea Silverström. Han försålde egendomen genom köpeavhandling 11 september 1760 till rådmannen i Norrköping Sven Redder, "dock med expresst undantag av säteriförmåner och friheter". Redder dog kort därefter, och genom köp övergick egendomen till assessorn Kristoffer Henrik Braad, som år 1764 även tillhandlade sig den av kapten De Geer fortfarande ägande säterifriheten. Efter hans död 1781 tillhörde egendomen hans änka Sara Margareta Kuhlman och från början av 1800-talet deras son, sekreteraren Braad samt 1825 dåvarande överstelöjtnanten sedermera översten, greve Gustaf Adolf Horn. Från oktober månad år 1832 tillhörde den genom köp översten Malkolm Ahnström och hans svärfar, stadsmajoren och handlanden Anders Enblom men från den 21 juni 1834 den förstnämnde ensam samt från dennes död 1854 hans arvingar, vilka försålde egendomen till vice häradshövdingen L. August Fries, som ägde den ifrån 14 mars 1855 till 7 september samma år, då den genom köp övergick till dennes bror, notarien A. U. Fries.